# 周璽 (明朝將領)
周璽（？—1491年），字廷玉，直隸永平府遷安縣人，明朝軍事將領。

## 生平
周璽嗣職為開平衛指揮使，善騎射。因征北功，擢署都指揮僉事充右參將，分守陽和衛。成化十六年（1480年），跟從王越征威寧海子，累進都指揮使。成化十八年（1482年），蒙古分道入掠，周璽與遊擊董昇戰於黑石崖，劉寧戰於塔兒山，皆有功。周璽進署都督僉事，遷大同副總兵。成化十九年（1483年），亦思馬勒入侵，大同總兵官許寧分遣周璽守懷仁，劉寧與董昇駐營西山，自將中軍，擊之於夏米莊，敗績。劉寧與董昇被重重包圍，幾乎淪陷。之後發巨炮擊之，敵多死，方才解圍。周璽聽聞中軍失利，亟還兵援，并乘勝追擊。隨後劉寧重整部隊，接連獲勝。當時許寧因作戰失利獲罪，唯獨劉寧與周璽有功，以功予實授。之後以右副總兵分守代州，兼督偏頭關等。弘治元年（1488年），改鎮陝西，討平扶風諸縣附籍回族叛變。弘治三年（1490年），佩征西將軍印，鎮守寧夏，弘治四年（1491年）去世。死前召諸子曰：「吾佩印分閫，分已足，獨未嘗大破敵，抱恨入地矣。」連呼「殺賊」而瞑。子周鵬，累官錦衣衛指揮僉事。